# Ditula angustiorana
Ditula angustiorana (tên tiếng Anh: Red-barred Tortrix) là một loài bướm đêm thuộc họ Tortricidae. Nó được tìm thấy ở Thụy Điển tới bán đảo Iberia và Ý, và từ Ireland tới Slovenia.
Sải cánh dài 12–18 mm. Con trưởng thành bay từ tháng 5 đến tháng 8 tùy theo địa điểm. Có một lứa một năm.
Ấu trùng ăn a wide variety of trees và shrubs, bao gồm Sorbus aucuparia, Malus, Pyrus, Prunus, Vitus, Taxus, Juniperus, Pinus sylvestris, Larix, Viscum, Hedera, Rhododendron, Quercus, Ilex, Buxus, Laurus và Hippophae.

## Hình ảnh

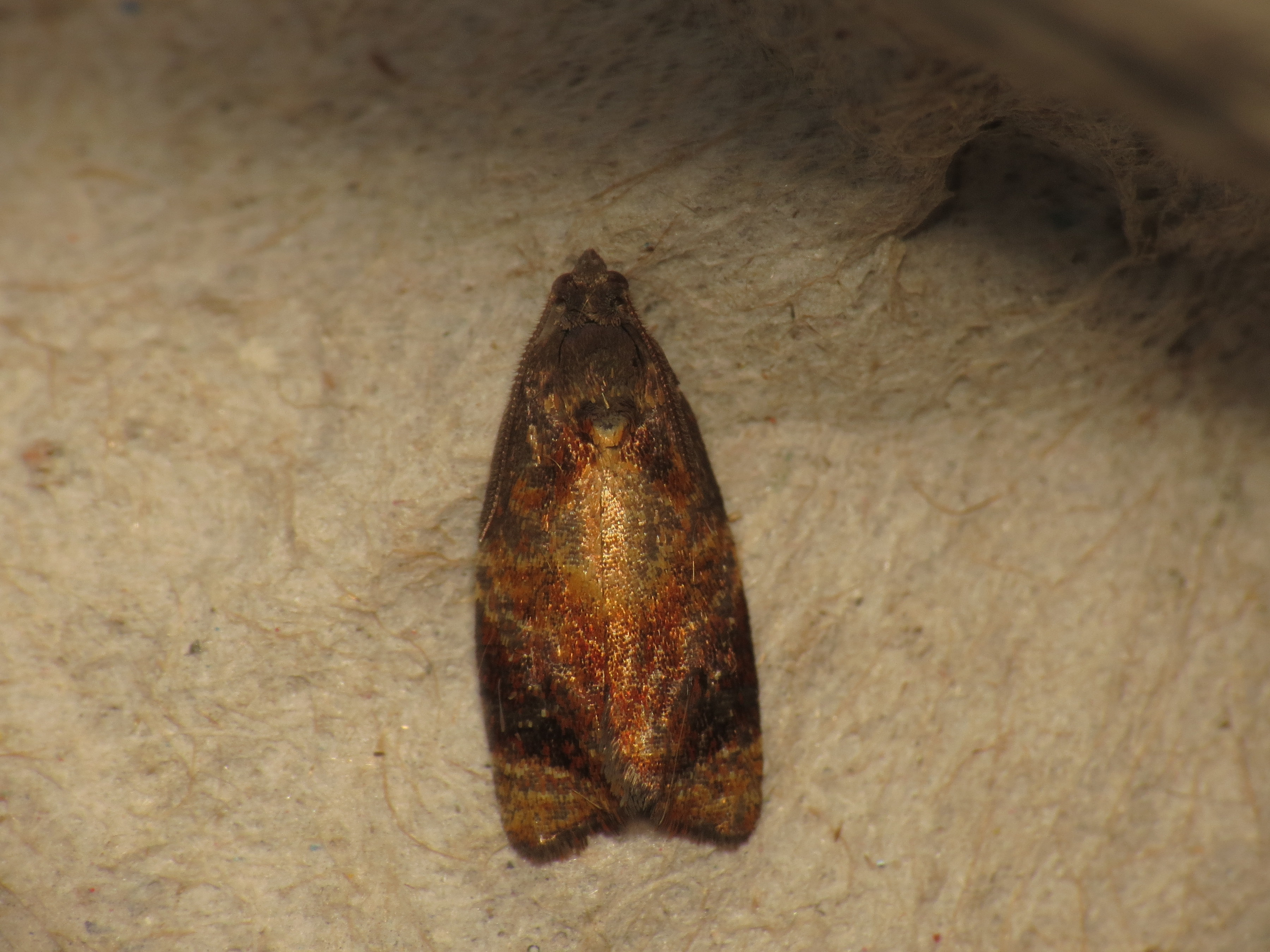
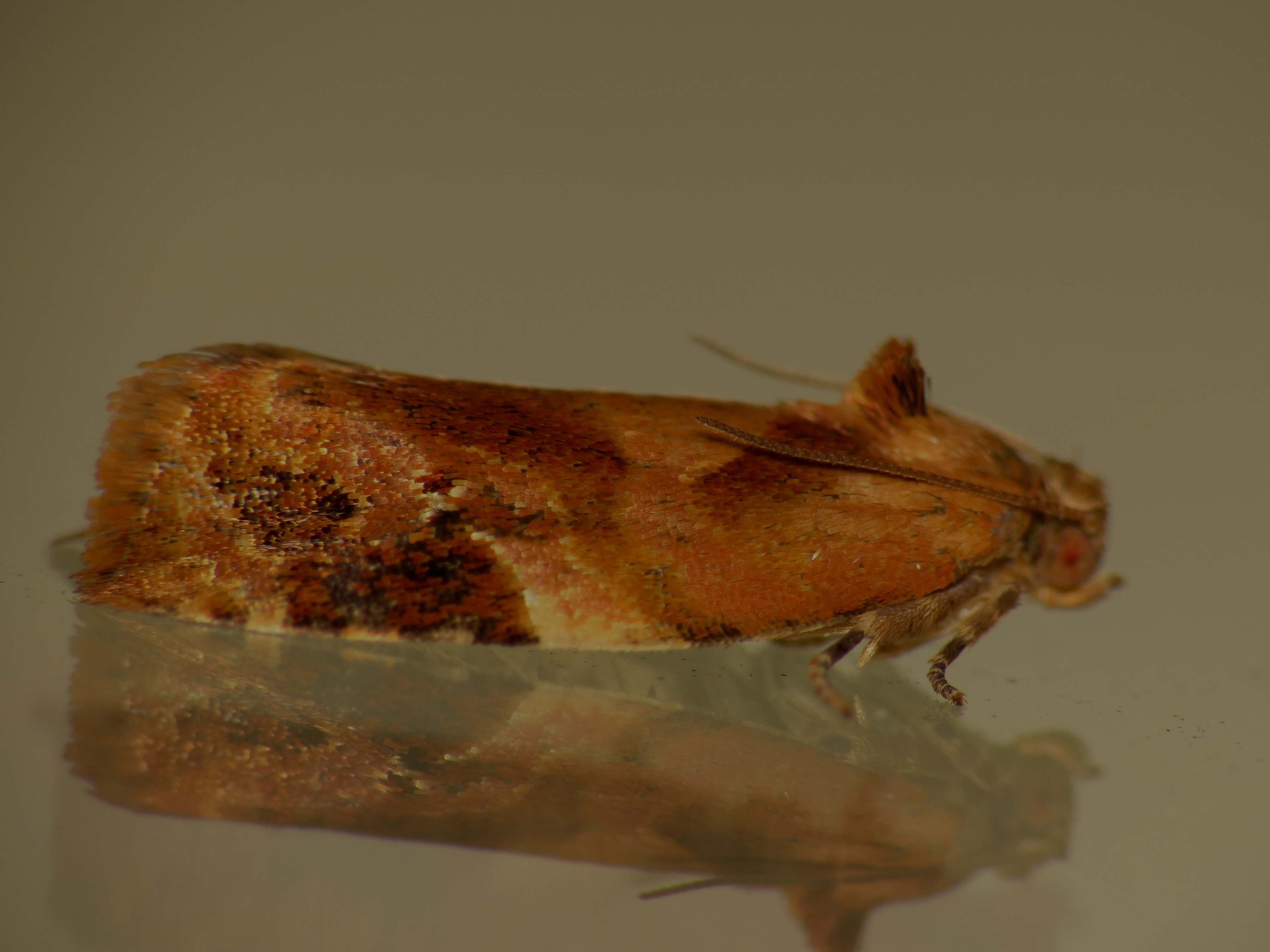
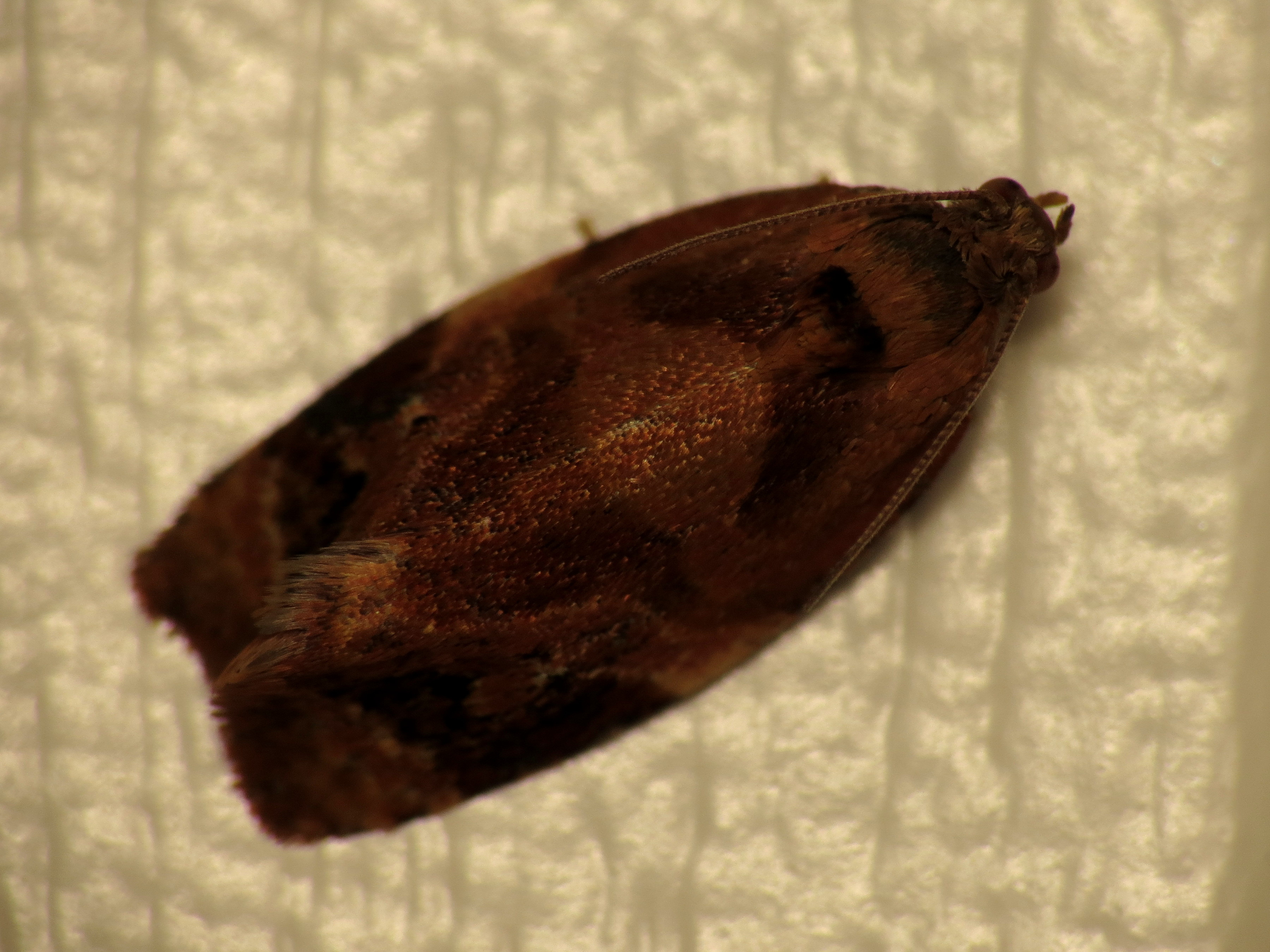
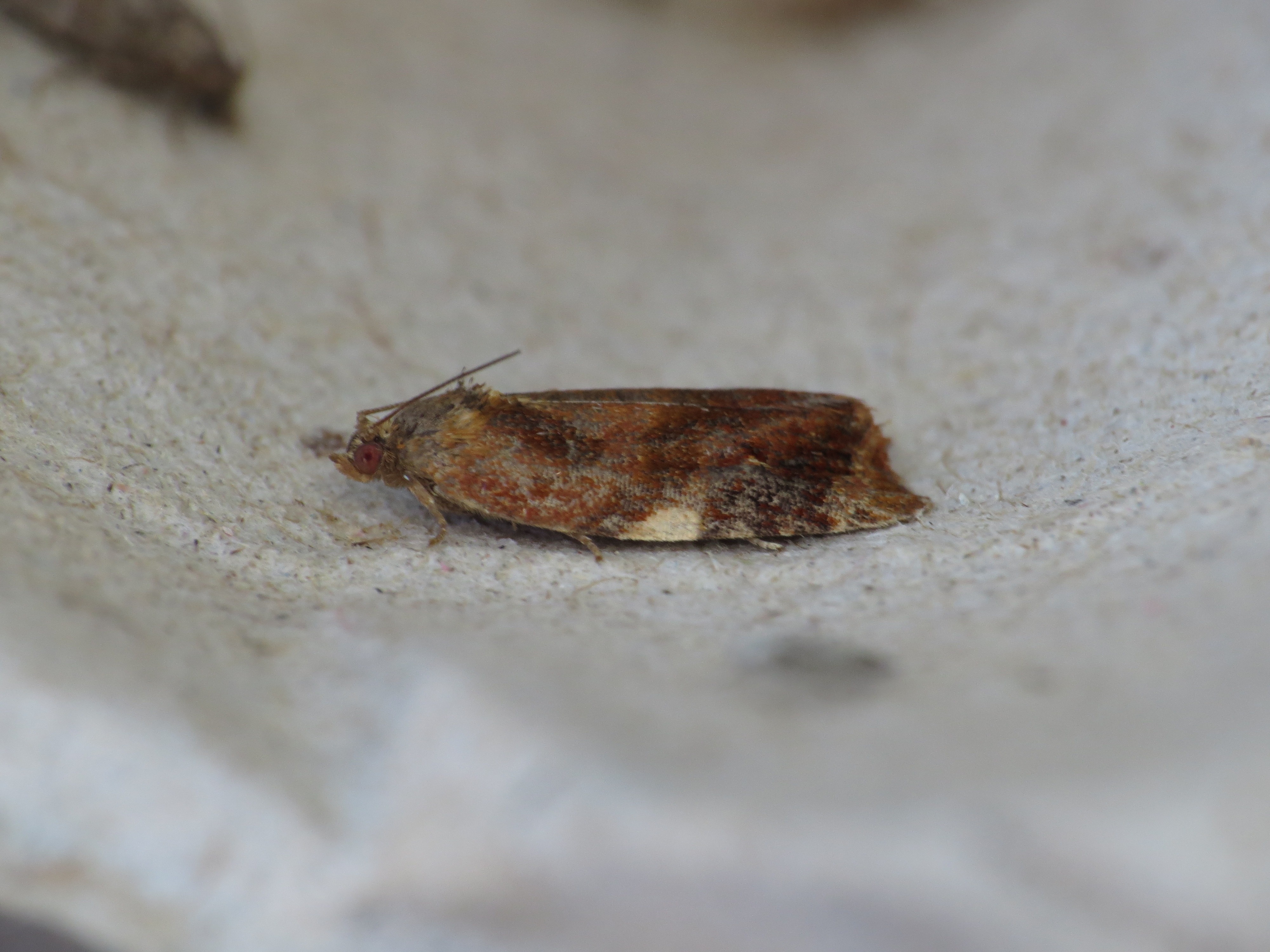